# Diocesi di Bisuldino

Mappa delle contee catalane tra VIII e XII secolo.

La diocesi di Bisuldino (in latino: Dioecesis Bisuldinensis) è una sede soppressa e sede titolare della Chiesa cattolica.

## Storia
Besalú (in latino: Bisuldunum) fu un'antica sede episcopale della Catalogna, che si estendeva sull'antica contea di Besalú, autonoma da Barcellona dal 988 al 1111, il cui territorio apparteneva, dal punto di vista ecclesiastico, alle diocesi di Vic e di Gerona.
Nel 1017 papa Benedetto VIII concesse al conte Bernardo Tallaferro, che si era recato appositamente a Roma, una propria diocesi. Fu designato primo ed unico vescovo l'abate del monastero di San Juan de las Abadesas e del monastero di Saint-Paul-de-Fenouillet, Wifredo, che era il fratello del conte. Il 26 gennaio 1017, con apposite bolle pontificie, Benedetto VIII informò Wilfredo della sua nomina e concesse alla nuova diocesi la protezione della Santa Sede.
Cattedrale della nuova diocesi fu la chiesa del Santissimo Salvatore, Santa Maria, San Michele e San Genesio di Besalù, che il conte Bernardo dotò di ricchi possedimenti, tra cui l'abbazia di San Juan de las Abadesas.
Alla morte di Bernardo Tallaferro nel 1020, i vescovi di Gerona e di Vic fecero valere i loro antichi diritti. Il vescovo Wifredo, senza più alcuna protezione politica, si ritirò nel monastero di San Juan de las Abadesas e la diocesi fu soppressa.
Dal 1969 Bisuldino è annoverata tra le sedi vescovili titolari della Chiesa cattolica; dal 2 febbraio 2023 l'arcivescovo, titolo personale, titolare è Alejandro Arellano Cedillo, C.O.R.C., decano del Tribunale della Rota Romana.

## Cronotassi

### Vescovi
- Wilfredo † (1017 - 1020 dimesso)[4]

### Vescovi titolari
- Tadeusz Bogusław Błaszkiewicz † (6 giugno 1970 - 7 giugno 1993 deceduto)
- Lorenzo Voltolini Esti (7 dicembre 1993 - 6 agosto 2007 nominato arcivescovo di Portoviejo)
- Hervé Gaschignard (30 ottobre 2007 - 24 gennaio 2012 nominato vescovo di Aire e Dax)
- Juan Antonio Aznárez Cobo (9 giugno 2012 - 15 novembre 2021 nominato ordinario militare per la Spagna)
- Alejandro Arellano Cedillo, C.O.R.C., dal 2 febbraio 2023